# Panopeidae

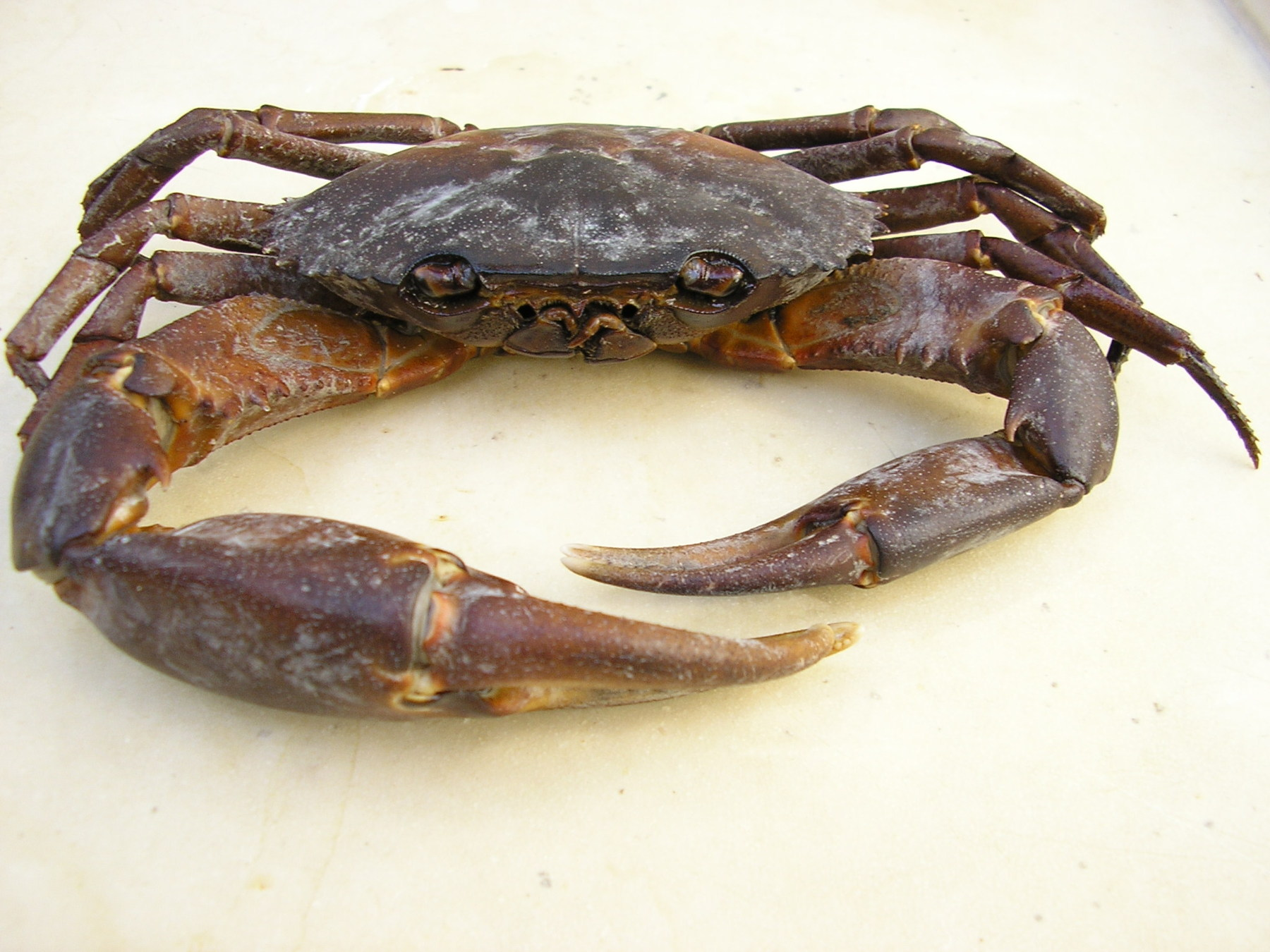
Eurytium tristani

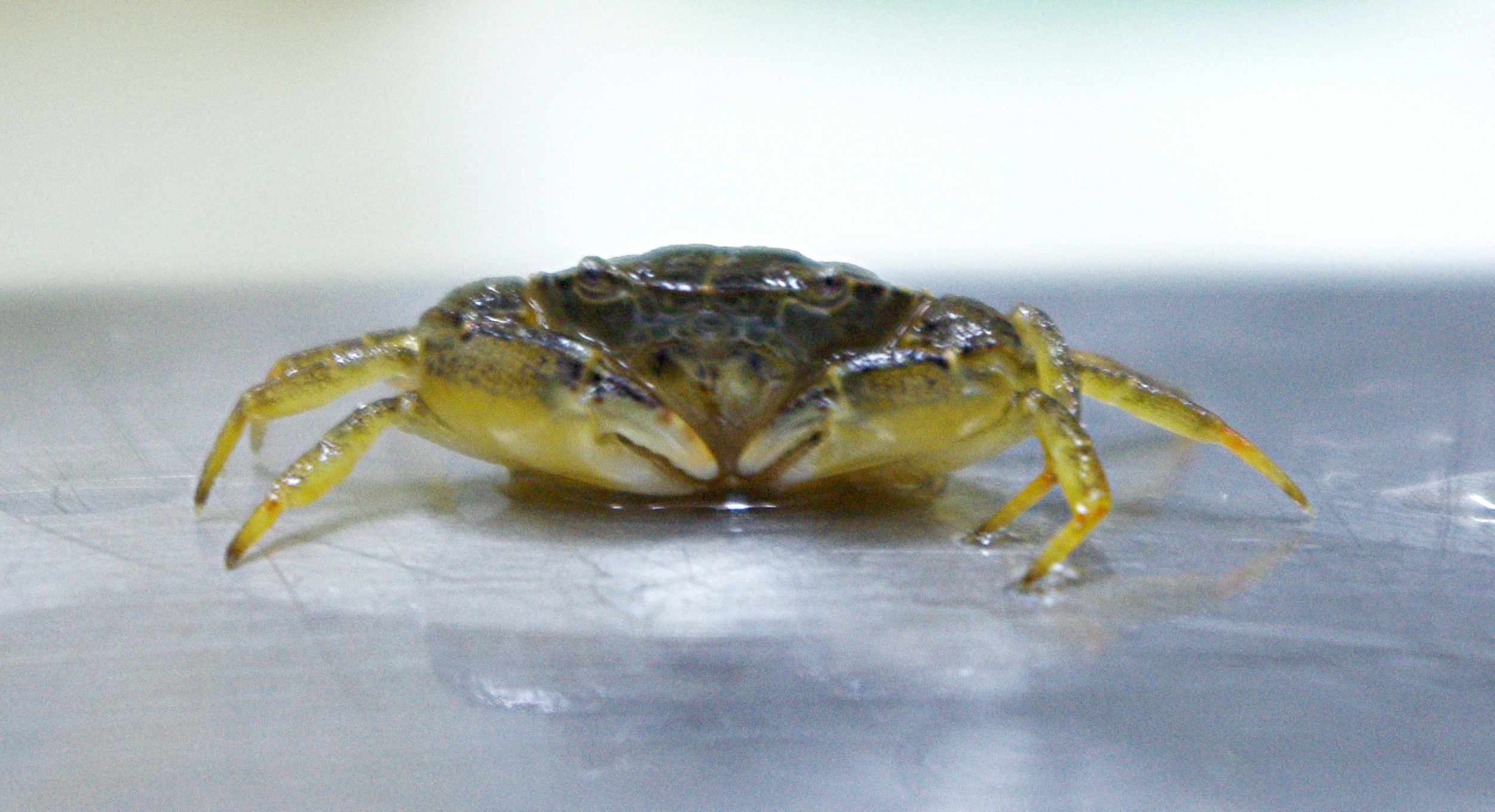
Krabik amerykański

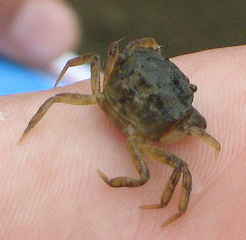
Dyspanopeus sayi

Panopeidae – rodzina skorupiaków z rzędu dziesięcionogów i infrarzędu krabów.
Takson ten wprowadził jako pierwszy Arnold Edward Ortmann w 1893, natomiast rangę rodziny nadał mu w 1978 Danièle Guinot. Podzielił on je na dwie linie: przypominające Xanthidae o otworach genitalnych samców położonych na biodrach (Paneopinae) i przypominające Goneplacidae z gonoporami na biodrach lub między biodrami a sternum (Eucratopsinae).
Kraby te mają karapaks w obrysie zwykle sześciokątny, rzadziej poprzecznie sześciokątny do poprzecznie jajowatego lub prawie okrągły. Krawędź frontalna karapaksu zwykle jest dwupłatkowa, krawędzie przednio-boczne wypukłe, całobrzegie lub z 2–4 ząbkami, zaś krawędzie tylno-boczne wyraźnie zbieżne ku krawędzi tylnej. Sternum tułowiowe jest dość wąskie. Narządy gębowe mają listewkę endostomalną tylko w części tylnej jamy przedgębowej (bukalnej) albo nie mają jej wcale. Pierwsza para pereiopodów (odnóży tułowiowych) wyposażona jest w szczypce o palcach zakończonych spiczasto lub łyżeczkowato. W odnóżach krocznych brak stawu pomiędzy propoditem a daktylopoditem. U samicy wszystkie segmenty pleonu (odwłoka) są ruchomo połączone, natomiast u samca segmenty od trzeciego do piątego są zlane. Otwory płciowe u samicy znajdują się na sternum. Samiec ma gonopody pierwszej pary proste lub lekko zakrzywione, często z kolcami lub długimi szczecinkami, zakończone złożonej budowy płatami lub zmarszczkami. Długość drugiej pary gonopodów nie przekracza u niego ¼ długości pary pierwszej.
Skorupiaki te zasiedlają wody płytkie jak i głębokie. Są wolno żyjące. Zamieszkują miękkie podłoża, w których kopią norki lub podłoża twardsze, chroniąc się wśród skał i pokruszonych muszli. Odżywiają się bezkręgowcami, a niektóre gatunki są ważnymi drapieżnikami wąsonogów i małży. Występują głównie w Atlantyku i wschodnim Pacyfiku, ale znane są też z zachodniego Indopacyfiku.
Należą tu rodzaje:
- Acantholobulus Felder et Martin, 2003
- †Balcacarcinus Karasawa et Schweitzer, 2006
- †Bittnereus Beschin, Busulini, De Angeli et Tessier, 2007
- †Carinocarcinus Lőrenthey, 1898
- Chasmophora Rathbun, 1914
- Cycloplax Guinot, 1969
- Dyspanopeus Martin et Abele, 1986
- Eucratopsis Smith, 1869
- Eurypanopeus A. Milne-Edwards, 1880
- Eurytium Stimpson, 1859
- †Glyphithyreus Reuss, 1859
- Glyptoplax Smith, 1870
- Hexapanopeus Rathbun, 1898
- Homoioplax Rathbun, 1914
- †Laevicarcinus Lőrenthey in: Lőrenthey et Beurlen, 1929
- Lophopanopeus Rathbun, 1898
- Malacoplax Guinot, 1969
- Metopocarcinus Stimpson, 1860
- Milnepanopeus Thoma et Felder, 2012
- Neopanope A. Milne-Edwards, 1880
- Odontoplax Garth, 1986
- †Pakicarcinus Schweitzer, Feldmann et Gingerich, 2004
- †Palaeograpsus Bittner, 1875
- Panopeus H. Milne Edwards, 1834
- Prionoplax H. Milne Edwards, 1852
- Rhithropanopeus Rathbun, 1898
- †Sereneopeus Collins, 2002
- Tetraplax Rathbun, 1901
- †Tetraxanthus Rathbun, 1898